# شالکارتنیز
شالکارتنیز (به قزاقی: Shalkarteniz) یک دریاچه در قزاقستان است که در استان آق‌تپه واقع شده‌است.